# Madonna Whore
«Madonna Whore» (Madonna prostituta) es una canción de Cyndi Lauper para su álbum “Shine” del álbum 2001. La canción no fue publicada como sencillo, debido a que el álbum fue cancelado antes de su publicación.
Con la salida de la canción, muchos medios la relacionaron con la cantante Madonna, con la que fueron rivales en los años 80 musicalmente. Pero la canción no hace referencia a la cantante. “Madonna Whore” hace mención al complejo psicológico de igual nombre, que fue estudiado en la década de los 70, donde se analizaba la imposibilidad de los hombres formados tras la Segunda Guerra Mundial para formar una mujer ideal entre dos extremos: “La Madonna” (o santa) y la “Prostituta” (o libertina). 
Además de hacer referencia a ello habla del estereotipo musical, en el cual las mujeres deben aparentar de esa forma.
Logró popularidad en sus fanes, y llegó a interpretarse en vivo en varias ocasiones. Así mismo fue incluido en el EP de “Shine”, junto a “It’s Hard to Be Me”, “Water’s Edge”, y “Shine” -incluyendo un remix adicional-.

## Listado de canciones
1. "Madonna Whore"